# Cornetti al miele
Cornetti al miele è un film per la televisione italiano del 2000 diretto da Sergio Martino, prodotto dalla Dania Film di Luciano Martino e trasmesso in prima visione televisiva su Rai 2 il 10 maggio 2000.

## Trama
Il film narra di un uomo, Giorgio, che tradisce la moglie da tempo con l'amica di lei e che conosciuta la fidanzata del figlio inizia una relazione anche con questa. Quando la moglie, venuta a sapere della situazione, sta per tradirlo, Giorgio decide di rinunciare alle sue amanti e di cambiare vita.